# Durotriges

Tribus celtas del suroeste de Inglaterra.

Los durotriges constituían una de las tribus celtas que vivieron en el suroeste de Gran Bretaña antes de la invasión romana. La tribu habitaba en lo que hoy es Dorset y el sur de Wiltshire y de Somerset. Después de la conquista, sus principales civitates o ciudades eran Durnovaria (actual Dorchester) y Lindinis (actual Ilchester). 
Los durotriges componían una confederación tribal más que un pueblo homogéneo, puesto que varios soberanos reinaban simultáneamente, y, como toda sociedad celta, la suya se hallaba claramente jerarquizada. Conformaban una población sedentaria que vivía de las actividades agrícolas en tierras rodeadas y protegidas por castros que aún se utilizaban en el año 43. El Castillo Maiden, en las proximidades de Dorchester, es un ejemplo bien preservado de esas construcciones.
Tal como explica Sir Barry Cunliffe, profesor retirado de arqueología europea en la Universidad de Oxford, formaban parte de la “periferia” cultural que circundaba el “grupo central” de britanos del sur. Sin embargo, era uno de los pocos grupos que ya acuñaban monedas antes de la conquista romana, pero al ser éstas simples y sin inscripciones no aportaron información sobre las dinastías reinantes. El área en que habitaban pudo ser identificada en parte gracias al hallazgo de sus monedas, ya que pocas de las mismas fueron encontradas en la mencionada área “central”, donde aparentemente no eran aceptadas. Las principales tribus vecinas incluían a los dumnonii, al oeste; los dobunni, al norte; los Atrébates, al norte y este, del otro lado del río Avon y su afluente, el río Wylye; y los regnenses, al este.
A semejanza de otros pueblos costeros, mantenían una relación con los celtas del continente. A lo largo del Canal, el principal punto de comercio, importante durante la primera mitad del siglo I, cuando se introdujo el torno de alfarero, era Hengistbury Head. La evidencia numismática muestra una devaluación progresiva de su moneda, y el análisis de piezas de cerámica sugiere que la producción se hallaba cada vez más centralizada alrededor del puerto de Poole. 
Los durotriges resistieron la invasión romana del 43, y el historiador Suetonio detalló algunas batallas entre la tribu y la Segunda Legión, dirigida por Vespasiano. Para el año 70, no obstante, ya estaban romanizados y su territorio había sido incluido en la provincia romana de Britania. En el área anteriormente perteneciente a la tribu, los romanos exploraros algunas canteras y apoyaron la industria local de la alfarería.